# Печать Канзаса
Большая печать штата Канзас — один из государственных символов штата Канзас, США.
На печати изображены:
- Пейзаж с восходящим солнцем — восток;
- Реку и пароход — торговля;
- Человека, вспахивающего поле — сельское хозяйство;
- Повозку, едущую на запад — американская экспансия;
- Индейцев, охотящихся на американского бизона;
- 34 звезды — Канзас как 34-й штат США;
- Девиз штата — «Ad Astra per Aspera» (лат. «Через тернии к звёздам»);

Печать используется на флаге штата Канзас.

## История
Создателем печати является Джон Инголс, сенатор из Атчинсона, который также является автором девиза штата. Большая печать Канзаса была утверждена 25 мая 1861 года.